# Janowiec Wielkopolski
Janowiec Wielkopolski là một thị trấn thuộc huyện Żniński, tỉnh Kujawsko-Pomorskie ở trung-bắc Ba Lan. Thị trấn có diện tích 3 km². Đến ngày 1 tháng 1 năm 2011, dân số của thị trấn là 4069 người và mật độ 1338 người/km².